# Zonsverduistering van 22 juli 2009

Animatie zonsverduistering
op 22 juli 2009

De totale zonsverduistering van 22 juli 2009 trok veel over zee, maar was achtereenvolgens te zien in deze tien landen: India, Nepal, Bangladesh, China, Bhutan, Myanmar, Japan, Marshalleilanden, Gilberteilanden en Kiribati.

## Lengte

### Maximum
Het punt met maximale totaliteit lag op zee ver van enig land op coördinatenpunt 24.2211° Noord / 144.1186° Oost en duurde 6m38,8s.

### Limieten
| Fenomeen                    | Code | Tijdstip UTC |
| --------------------------- | ---- | ------------ |
| Eerste contact bijschaduw   | P1   | 23:58:18.7   |
| Eerste contact kernschaduw  | U1   | 00:51:16.9   |
| Kernschaduw compleet vanaf  | U2   | 00:54:31.0   |
| Bijschaduw compleet vanaf   | P2   | 01:47:41.9   |
| Maximum eclips              | GE   | 02:35:21.1   |
| Bijschaduw compleet t/m     | P3   | 03:23:03.3   |
| Kernschaduw compleet t/m    | U3   | 04:16:13.1   |
| Laatste contact kernschaduw | U4   | 04:19:26.5   |
| Laatste contact bijschaduw  | P4   | 05:12:25.1   |